# Neodrymonia brunnea
Neodrymonia brunnea är en fjärilsart som beskrevs av Moore 1879. Neodrymonia brunnea ingår i släktet Neodrymonia och familjen tandspinnare. Inga underarter finns listade i Catalogue of Life.